# Aquest cop, sí
Aquest cop, sí  (títol original: Game 6) és una comèdia dramàtica estatunidenca de Michael Hoffman, estrenada l'any 2006. Ha estat doblada al català.
Es tracta d'una adaptació d'un guió escrit per l'escriptor americà Don DeLillo. Michael Keaton i Robert Downey Jr. va trobar-se junts 11 anys més tard a Spider-Man: Homecoming. A més, el film té similituds amb Birdman d'Alejandro González Iñárritu on Keaton interpreta no un dramaturg sinó un actor de teatre.

## Argument
Durant la sèrie mundial 1986, la sèrie final de les Lligues majors de beisbol americà, un autor teatral (Keaton) fuig de l'estrena de la seva nova peça de teatre per a no perdre's el sisè partit que oposa els Mets de Nova York i les Red Sox de Boston.

## Repartiment
- Michael Keaton: Nicky Rogan
- Robert Downey Jr.: Steven Schwimmer
- Bebe Neuwirth: Joanna Bourne
- Griffin Dunne: Elliott Litvak
- Catherine O'Hara: Lillian Rogan
- Ari Graynor: Laurel Rogan
- Shalom Harlow: Paisley Porter
- Nadia Dajani: Renee Simons
- Harris Yulin: Peter Redmond
- Roger Rees: Jack Haskins
- Tom Aldredge: Michael Rogan
- Lillias White: Toyota Moseby
- Amir Ali Said: Matthew
- Harry Bugin: Dodgie